# Vladimir Balachov
Pour les articles homonymes, voir Balachov.
Vladimir Pavlovitch Balachov (Влади́мир Па́влович Балашо́в), né le 10 juillet 1920 dans le village d'Ijevskoïé (gouvernement de Riazan) et mort le 23 décembre 1996 à Moscou, est un acteur russe et soviétique, lauréat du prix Staline de 1re classe en 1951.

## Biographie
Vladimir Balachov étudie à l'école d'acteurs de cinéma du studio Mosfilm de 1937 à 1941. Encore étudiant, il est invité par Grigori Rochal à jouer le rôle principal du film La Famille Oppenheim (1938). On le voit aussi dans un petit rôle du fameux film de Sergueï Eisenstein, Ivan le Terrible. De 1945 à 1959, il travaille dans la troupe du Théâtre-atelier des acteurs de cinéma et de 1959 à 1992, il est acteur du studio Gorki. Il devient membre du PCUS en 1954.
En 1939, il épouse l'actrice Natalia Hitzeroth. Ils restent mariés pendant plus d'une dizaine d'années. Il se remarie avec une actrice du théâtre Ivanov d'Odessa, Roza Matiouchkina (Roza Balachova), qu'il a connue sur le tournage du film L'Ombre sur la jetée. Leur fille Elena naît en 1956.
Vladimir Balachov meurt le 23 décembre 1996 à Moscou et est enterré au cimetière de la Présentation de Moscou, dans la 2e division.

## Distinctions
- Médaille «Pour la valeur du travail» (6 mars 1950)[1]
- Prix Staline de 1re classe (1951), pour son rôle de Mili Balakirev dans le film Moussorgski (1950).
- Artiste émérite de la RSFSR (1955)

## Filmographie

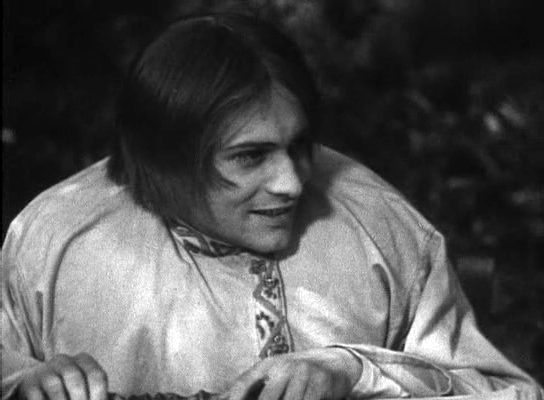
Vladimir Balachov dans le rôle de Nikita de La Maison Artamonov.

- 1938 : La Famille Oppenheim (Семья Оппенгейм) : Berthold Oppenheim
- 1940 : Ceux de dix-sept ans (Семнадцатилетние) : Kostia
- 1941 : La Maison Artamonov (Дело Артамоновых) : Nikita Artamonov
- 1942 : Et l'acier fut trempé (Как закалялась сталь) de Marc Donskoï : Viktor Lechtchinski
- 1942 : Le Serment de Timour (Клятва Тимура) : garçon
- 1943 : Les Partisans dans les steppes d'Ukraine (Партизаны в степях Украины) : Arkacha
- 1944 : L'Invasion (Нашествие) : Pacha
- 1944-1945 : Ivan le Terrible (Иван Грозный) : Piotr Volynets le fanatique
- 1945 :Matricule 217 (Человек № 217) : Max Krauss, officier allemand
- 1945 : C'était dans le Donbass (Это было в Донбассе) : Pavlik
- 1946 : Un ménage agité (Беспокойное хозяйство) : Durin, aviateur français
- 1946 : Le Serment (Клятва) : Anatoli Lipski
- 1947 : Le Soldat Alexandre Matrossov (Рядовой Александр Матросов) : Kostia Iline
- 1947 : Marité (Марите) : Justas, adolescent lituanien
- 1948 : Le Troisième coup (Третий удар) : jeune soldat volontaire
- 1949 : Ivan Pavlov (Академик Иван Павлов) de Grigori Rochal : Semionov
- 1949 : Constantin Zaslonov (Константин Заслонов) : Timofeï Dokoutovitch
- 1950 : Moussorgski (Мусоргский) : Mili Balakirev
- 1952 : Maximka (Максимка) : lieutenant Tchebykine
- 1952 : Rimski-Korsakov (Римский-Корсаков) : Serge de Diaghilev
- 1953 : L'Amiral Tempête (Адмирал Ушаков, Admiral Ushakov) de Mikhaïl Romm : Grigori Belli
- 1953 : Les navires attaquent les bastions (Корабли штурмуют бастионы, Korabli chturmuiout bastiony) de Mikhaïl Romm : Capitaine Grigori Belli
- 1954 : Le Commandant du navire (Командир корабля) : le capitaine-lieutenant Nikolaï Paramonov
- 1955 : Volnitsa (Вольница) : l'étudiant
- 1955 : La Chute de l'émirat (Крушение эмирата) : Ossipov
- 1955 : L'Ombre sur la jetée (Тень у пирса) : Kobtchikov, l'agent des services ennemis
- 1956 : La perspective principale (Главный проспект) : Gritsenko
- 1956 : Ivan Franko (Иван Франко) : Henrik
- 1956 : Le Capitaine de la vieille tortue (Капитан «Старой черепахи») : le secrétaire du comité de province
- 1956 : Le Bûcher de l'immortalité (Костёр бессмертия) : épisode
- 1957 : Marches raides (Крутые ступени) : Simon Galagan, traître
- 1957 : Nouvelle attraction (Новый аттракцион) : Vassili Gouliaïev
- 1958 : L'Homme de la planète Terre (Человек с планеты Земля) : Dorofeïev
- 1959 : Les Rêves deviennent réalité (Мечты сбываются) : Lochtchinski
- 1959 : Toktogoul (Токтогул) : Semionov
- 1960 : L'Arc-en-ciel du nord (Северная радуга) : Ivan Paskevitch
- 1960-1961 : Premiers essais (Первые испытания) : Krivitski
- 1961 : La Musique de Verdi (Музыка Верди) : Semionov
- 1961 : Le Tribunal des fous (Суд сумасшедших) : le sénateur
- 1962 : Des kilomètres de pierre (Каменные километры) (court-métrage) : le géologue
- 1964 : Marcher ou mourir (Они шли на Восток) : le sénateur
- 1965 : L'Hyperboloïde de l'ingénieur Garine (Гиперболоид инженера Гарина) : un scientifique
- 1965 : Solitude (Одиночество) : Tokmakov
- 1965 : Une année aussi longue que la vie (Год как жизнь) : Joseph Moll
- 1966 : Nom étranger (Чужое имя) : Tiourine
- 1967 : Récits marins (Морские рассказы)
- 1968 : Snegourotchka (Снегурочка)
- 1968 : Le Glaive et le Bouclier (Щит и меч) (série télévisée) : Walter Sonnenberg
- 1969 : La Rivière Ougrioum (Угрюм-река) (3 épisodes) : l'enquêteur
- 1970 : L'Effondrement de l'empire (Крушение империи) : Alexandre Goutchkov
- 1970 : Les Tuyaux d'argent (Серебряные трубы)
- 1973 : Découvertes (Открытие)
- 1975 : Pas de droit à l'erreur (Без права на ошибку) : Egor Tarouta
- 1975 : Tempête sur terre (Шторм на суше) : l'écrivain destinataire
- 1977 : Tué dans l'exercice de ses fonctions (Убит при исполнении)
- 1979 : La Procession des bêtes d'or (Шествие золотых зверей) : Alexandre Bouddo, agronome
- 1981 : Carnaval (Карнавал) : membre du comité d'accueil
- 1983 : Les Demidov (Демидовы) : Georg Wilhelm de Hennin
- 1986 : La Ceinture de diamants (Алмазный пояс) : épisode
- 1987 : Les Cordes d'argent (Серебряные струны) : Chourine
- 1989 : Le Tableau (Картина) (téléfilm) : Fomine
- 1990 : Le Comité d'Arkadi Fomitch (Комитет Аркадия Фомича) : Lev Ilitch